# Medioznawstwo
Na medioznawstwo (nauki o mediach) składa się szereg przedmiotów akademickich traktujących o treści, historii, znaczeniu i skutkach różnych mediów. Uczeni z dziedziny nauk o mediach skupiają swoją uwagę na różnych tematach: politycznej, społecznej, ekonomicznej czy kulturalnej roli spełnianej przez media lub wywieranym przez nie wpływie.
Medioznawstwo bazuje zarówno na tradycji nauk społecznych, jak i nauk humanistycznych i dzieli po części swoje zainteresowania z takimi pokrewnymi dyscyplinami jak komunikacja i komunikacja masowa oraz nauki i studia o komunikacji. Uczeni rozwijają i wykorzystują teorie i metody różnych dyscyplin takich jak kulturoznawstwo, retoryka, filozofia, teoria literatury, psychologia, nauki polityczne, ekonomia polityczna, ekonomia, socjologia, teoria społeczna, psychologia społeczna, wpływ mediów, antropologia kulturowa, studia muzealnicze, historia i krytyka sztuki, filmoznawstwo i studia dotyczące wideo oraz teoria informacji.
Naukowcy mogą koncentrować się na strukturze mediów i sposobu, jaki tworzą one to, co uważa się za wiedzę i to, co można przekazać na drodze komunikacji. Pokrewna dziedzina – psychologia mediów zajmuje się psychologicznym wpływem mediów na jednostki i kulturę.
Uznanie zyskały prace z zakresu mediów między innymi takich uczonych jak Marshall McLuhan, Neil Postman, John Fiske, Stuart Hall, Manuel Castells. Analizami mediów zajmowali się też Umberto Eco i Jean Baudrillard.
Na kształt współczesnej refleksji nad mediami wpływ wywarli ponadto między innymi:
- Lewis Mumford (amerykański filozof techniki)
- Jacques Ellul (francuski filozof, autor pracy z zakresu filozofii techniki La Technique: L’enjeu du siècle)
- Paul Virilio (francuski filozof, teoretyk kultury i techniki)
- Arthur Kroker (kanadyjski badacz kultury i techniki)
- Harold Innis (kanadyjski teoretyk mediów i komunikacji oraz ekonomista, mentor i kolega Marshalla McLuhana)
- Derrick de Kerckhove (kanadyjski socjolog pochodzenia belgijskiego, teoretyk mediów, autor m.in. pracy Powłoka kultury)
- Pierre Lévy (kanadyjski medioznawcza, autor pracy Qu’est-ce que le virtuel?)
- Armand Mattelart (belgijski socjolog, teoretyk mediów i komunikacji)
- Denis McQuail (brytyjski socjolog i teoretyk mediów, autor publikacji Mass Communication Theory)
- Joshua Meyrowitz (brytyjski teoretyk komunikacji, autor publikacji No Sence of Place)
- Walter Jackson Ong (amerykański duchowny i filozof, autor publikacji Oralność i piśmienność)
- James W. Carey (amerykański teoretyk komunikacji, autor Communication As Culture)
- Paul Felix Lazarsfeld (amerykański socjolog, zajmował się badaniem mass mediów)
- Elihu Katz (izraelsko-amerykański socjolog, współpracował z Paul Felix Lazarsfeldem)
- Douglas Kellner (amerykański przedstawiciel trzeciej generacji szkoły frankfurckiej – teoretyk kultury medialnej)
- Steven Best (współpracownik Douglasa Kellnera)
- Jay David Bolter (amerykański teoretyk, autor prac na temat technologii i mediów m.in. Człowieka Turinga)
- Paul Levinson(inne języki) (amerykański teoretyk mediów i komunikacji, uczeń Neila Postmana)
- Herbert Schiller (amerykański lewicowy analityk mediów, autor pracy Sternicy świadomości)
- Vilém Flusser (filozof żydowskiego pochodzenia, publikował na temat filozofii komunikacji)
- N. Katherine Hayles(inne języki) (amerykańska krytyk literacka, publikująca na temat związków nauki, literatury i technologii)
- Donna Haraway (amerykańska feministka, autorka publikacji Manifest cyborga)
- Mark Poster (amerykański badacz mediów)
- Sherry Turkle (amerykańska socjolog, badaczka związków ludzi z technologiami komputerowymi, autorka m.in. The Second Self i Life on the Screen)
- Jaron Lanier (amerykański kompozytor i futurolog, twórca terminu wirtualna rzeczywistość)
- William Gibson (amerykański pisarz, twórca terminu cyberprzestrzeń)
- Michael Heim (amerykański „filozof cyberprzestrzeni”, autor pracy The Metaphysics of Virtual Reality)
- Howard Rheingold (amerykański pisarz, autor publikacji Wirtualna rzeczywistość)
- Sandy Stone (amerykańska artystka, autorka Manifestu posttransseksualnego)
- John Ellis (amerykański producent telewizyjny, medioznawca, autor pracy Visible Fictions: Cinema, Television, Video)
- Ien Ang (kulturoznawczyni australijska pochodząca z Jawy)
- Douglas Rushkoff (amerykański medioznawca, autor prac o cyberkulturze)
- Marvin Minsky (amerykański specjalista w sprawach sztucznej inteligencji – twórca pojęcia teleobecność)
- Jonathan Steuer (amerykański teoretyk komunikacji, pionier publikacji typu on-line, autor często cytowanego artykułu Defining virtual realities. Dimensions determining telepresence)

W Polsce prace poświęcone naukowej refleksji nad mediami publikują między innymi uczeni wywodzący się ze środowiska filmoznawców: związani z Instytutem Sztuk Audiowizualnych Uniwersytetu Jagiellońskiego: Eugeniusz Wilk (autor prac o kulturze audiowizualnej), Krzysztof Loska (autor opracowania o McLuhanie), Andrzej Pitrus (autor prac naukowych na temat reklamy); a także związani poprzednio z tym instytutem: Wiesław Godzic (autor szeregu prac naukowych na temat telewizji), Agnieszka Ogonowska (autorka prac na temat telewizji i o nowych mediach); Zbigniew Bajka (autor i współautor szeregu prac naukowych o prasie drukowanej, mediach i reklamie, między innymi publikacji "Historia Mediów"); związani z Instytutem Nauk o Kulturze Uniwersytetu Śląskiego w Katowicach: Andrzej Gwóźdź (autor między innymi czterotomowej antologii tekstów o nowych mediach), Piotr Zawojski i Tadeusz Miczka; związani z Katedrą Mediów i Kultury Audiowizualnej w Instytucie Kultury Współczesnej Uniwersytetu Łódzkiego: m.in. Ryszard Kluszczyński (autor prac o sztukach medialnych) i Blanka Brzozowska. Prace na temat mediów publikują też Krzysztof Teodor Toeplitz, Maciej Iłowiecki i Maciej Mrozowski. Aktywny ośrodek badań medioznawczych stworzony przez Marka Sokołowskiego istnieje również w Katedrze Socjologii UWM w Olsztynie. Ponadto medioznawstwem zajmuje się Instytut Dziennikarstwa i Komunikacji Społecznej oraz katedra socjologii kultury, z Leonem Dyczewskim jako założycielem, w Katolickim Uniwersytecie Lubelskim Jana Pawła II. Nowoczesny zespół badawczy powstał w listopadzie 2013 r. w Instytucie Dziennikarstwa Uniwersytetu Warszawskiego przy nowo powołanej jednostce badawczej Laboratorium Badań Medioznawczych Uniwersytetu Warszawskiego, zajmującej się różnorodnymi badaniami przekazów medialnych. Pomysłodawcą i kierownikiem Laboratorium Badań Medioznawczych UW jest dr Tomasz Gackowski. Od początku 2013 r. działa również wortal medioznawczy – medioznawca.com (Istota komunikacji) – współtworzony przez badaczy mediów z różnych regionów Polski, skierowany przede wszystkim do akademików, ekspertów, badaczy mediów, zrzeszających się z różnych dyscyplin naukowych. W 2013 r. powstał również „Kwartalnik Nauk o Mediach”, redagowany przez Piotra Drzewieckiego, medioznawcę i profesora UKSW oraz zespół pracowników Instytutu Edukacji Medialnej i Dziennikarstwa na Wydziale Teologicznym Uniwersytetu Kardynała Stefana Wyszyńskiego w Warszawie. Obecnie prowadzi on serwis popularyzujący nauki o mediach Media Studies PL.